# Fazenda São José do Sossego
Fazenda São José do Sossego é uma propriedade rural de Conceição de Macabu, Estado do Rio de Janeiro, que denominou a localidade do Sossego, ao sul do município.
Fundada a partir da sesmaria recebida pelo português Manuel Figueiredo em princípios do século XIX, era acessível por meio fluvial, através das navegações pelos rios São Pedro e Aduelas.
Tornou-se famosa mundialmente ao receber Charles Darwin, autor da Teoria da Evolução das Espécies, como hóspede entre 12 e 19 de abril de 1832, quando o naturalista inglês empreendeu visita ao interior da Província do Rio de Janeiro. Darwin chegou ao Rio de Janeiro em seu veleiro Beagle e contactou Patrick Lennon que possuía uma fazenda na região de Conceição de Macabu. Este o trouxe até o local e Darwin ficou aos cuidados do Dr. Robert Lawrie Reid, escocês, casado com Maria Figueiredo Lawrie, filha de Manuel Figueiredo, o proprietário da Fazenda São José do Sossego.